# Gjutlera
Gjutlera är en typ av lera som modifierats med hjälp av tillsatser så att den får andra egenskaper jämfört med vanlig lera. Gjutlera har en högre fuktighetshalt och är i det närmaste att betrakta som flytande och lämpar sig därför för gjutning i till exempel fuktsugande gjutformar av gips.